# Pauline Krawczyk
Pauline Krawczyk (nacida el 17 de marzo de 1985 en Poznań, Polonia) es una jugadora de baloncesto polaca nacionalizada francesa. Con 1.82 metros de estatura, juega en la posición de ala-pívot.